# テルル化ナトリウム
テルル化ナトリウム (Sodium telluride) は、化学式 Na2Te の化合物である。この塩は、熱的に不安定な酸であるテルル化水素の共役塩基であるが、通常はナトリウムによるテルルの還元により生成される。テルル化ナトリウムは、空気と非常に反応しやすいため扱いが難しい。空気により酸化されるとまず Na2Tex (x > 1)のポリテルリドを生成し、最終的には金属テルルとなる。非常に純度が高いときには無色であるが、空気酸化の影響で徐々に紫色から濃灰色を帯びる。

## 合成、構造、溶液の性質
合成は、通常アンモニア溶液中で行われる。M2Xの式を持つ関連化合物と同様に、逆蛍石型構造を持つ。従って、固体中の個々のテルル化物イオン (Te2−) は8つのナトリウムイオン (Na+) に囲まれ、個々のナトリウムイオンは4つのテルル化物イオンに囲まれている。
Xが一原子アニオンのM2X型の単純な塩は、高い格子エネルギーを持つため通常はどんな溶媒にも溶けない。水や湿度の高い空気と触れるかまたはアルコールで処理すると、テルル化物イオンは以下のようにプロトン化される。
{\displaystyle {\ce {Na2Te\ + H2O -> NaHTe\ + NaOH}}}
この反応のため、テルル化ナトリウムに関連する多くのプロセスには、溶けやすく形成されやすいNaHTeが関与する。

## 有機化学への応用
テルル化ナトリウムは、還元剤及び有機テルル化合物合成の際のテルルの供給源として、有機合成に用いられる。ジナフチルテルリドの合成が示すように、ハロゲン化アリルはテルル化ジアリルに置換される。
{\displaystyle {\ce {Na2Te\ + 2 C10H7I -> (C10H7)2Te\ + 2 NaI}}}
テルル化ナトリウムは1,3-ジインと反応し、チオフェンの構造アナログであるテルロフェンを形成する。
{\displaystyle {\ce {Na2Te\ +RC\equiv C-C\equiv CR\ +2H2O->TeC4R2H2\ +2NaOH}}}
還元剤としては、テルル化ナトリウムはニトロ基をアミンに変換して特定のC-X結合を切断する。